# Minha Herança
Minha Herança é o terceiro álbum de estúdio da cantora de música gospel brasileira Gisele Nascimento lançado pela Line Records em setembro de 2005.
O álbum foi produzido por Tuca Nascimento. E conta com composições de Beno César e Solange de César, Agenir Parreira, Paula Porto e uma música composta pela própria Gisele. Além disso, conta com a participação de Wilian Nascimento na faixa Vento impetuoso.
A música Minha herança foi indicada ao Troféu Talento 2006 na categoria Melhor regravação. O CD vendeu mais de 50 mil cópias.

## Faixas
1. Minha Herança (Beno César e Solange de César)
2. Palavras (Agenir Parreira)
3. Então Creia (Paulo Francisco)
4. Não Desista (Charles Martins e Tuca Nascimento)
5. Nada Querer (Davi de Moura, Tuca Nascimento e Márcia Almeida)
6. Nesta Vida (Marcos Nascimento)
7. Lágrimas de Adoração (Davi de Moura, Tuca Nascimento e Márcia Almeida)
8. Vento Impetuoso (João Marcos Figueiredo)
9. Tudo Bem! Tudo Legal! (Agenir Parreira)
10. Meu Amor (Gisele Nascimento, Marcos Nascimento e Rogério Teixeira)
11. Oferta de Amor (Gisele Nascimento, Rogério Teixeira, Fernando Fonseca e Fernanda Vilaça)
12. Fé em Ação (Paula Porto)